# Јавна болница Калвари
Јавна болница Калвари је модерни јавни болнички центар у Брусу, градској четврти Канбере, главном граду Аустралије. Основана је 1979. године и друга је јавна болница у престоници. Болница располаже са 250 лежајева. Капацитет болнице користе Аустралијски национални универзитет и Национални католички универзитет у образовно-техничке сврхе.